# Трофей Бонфильо

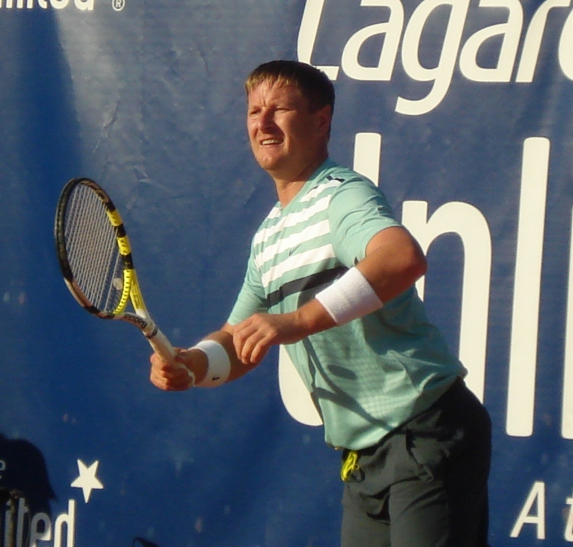
Россиянин Евгений Кафельников — чемпион турнира 1992 года и будущая первая ракетка мира среди взрослых.

Трофей Бонфильо (итал. Trofeo Bonfiglio) или Международный чемпионат Италии среди юниоров (итал. Campionati Internazionali D'Italia U18) — крупный международный юниорский турнир, проводящийся в Милане, Италия. Приз имеет высшую, для подобных соревнований, категорию 500.

## Общая информация
Чемпионат основан в 1959 году в память одного из ведущих итальянских юниоров 1950-х годов — воспитанника миланской теннисной академии Антонио Бонфилио, скончавшегося в феврале того года от вирусной пневмонии. С 1959 года разыгрываются турниры среди юношей, а с 1963 года — соревнования среди девушек.
С 1978 года итальянский чемпионат входит в календарь старшего юниорского тура ITF, имея высшую по его градации категорию, располагаясь в календаре во время весенней грунтовой серии: за несколько недель до старта юниорского Roland Garros. По ежегодному составу участников приз в своей возрастной группе уступает лишь четырём турнирам Большого шлема и североамериканскому Orange Bowl.
В разные годы победителями турнира становились Жан-Клод Барклей, Ян Кодеш, Наталья Зверева, Габриэла Сабатини, Горан Иванишевич, Евгений Кафельников и ряд других.

## Список победителей
| Год  | Одиночный разряд    | Одиночный разряд         | Парный разряд                         | Парный разряд                         |
| Год  | Юноши               | Девушки                  | Юноши                                 | Девушки                               |
| ---- | ------------------- | ------------------------ | ------------------------------------- | ------------------------------------- |
| 2025 | Якопо Васами        | Луна Вуйович             | Джейми Маккензи Нильс Макдональд      | Алёна Ковачкова (2) Яна Ковачкова     |
| 2024 | Кайлан Бигун        | Эмерсон Джонс            | Максвелл Эстед Купер Вестендик        | Ива Иванова Алёна Ковачкова           |
| 2023 | Родриго Пачеко      | Кейтлин Кеведо           | Ярослав Дёмин Родриго Пачеко          | Ноэми Базилетти Гая Мадуцци           |
| 2022 | Нишеш Басаваредди   | Селин Неф                | Нишеш Басаваредди Айдан Ким           | Лучия Чирич София Костулас            |
| 2021 | Гонсало Буэно       | Александра Эала          | Эдас Бутвилас Вилюс Гаубас            | Александра Эала Мэдисон Зиг           |
| 2019 | Йонас Форейтек      | Алекса Ноэль             | Тристан Скулкейт Дэни Свини           | Нацуми Кавагути Адриенн Надь          |
| 2018 | Адриан Андреев      | Элеонора Молинаро        | Говинд Нанда Тайлер Зинк              | Юки Найто Нахо Сато                   |
| 2017 | Алексей Попырин     | Елена Рыбакина           | Аксель Геллер Николас Мехия           | Кэти Макнелли Уитни Осигве            |
| 2016 | Стефанос Циципас    | Олеся Первушина          | Бенжамен Сигуэн Луис Вессельс         | Олеся Первушина Анастасия Потапова    |
| 2015 | Орландо Лус         | Маркета Вондроушова      | Михал Дембек Патрик Никлас-Салминен   | Мириам Колодзиёва Маркета Вондроущова |
| 2014 | Роман Сафиуллин     | Кэтрин Картан Беллис     | Камиль Майхшак Ян Зелиньский          | Присцилла Хон Джил Тайхманн           |
| 2013 | Александр Зверев    | Белинда Бенчич           | Йоханнес Хертайс Ханнес Вагнер        | Фиона Ферро Марго Йеролимо            |
| 2012 | Джанлуиджи Квинци   | Катерина Синякова        | Лайам Броуди Джошуа Уорд-Хибберт      | Франсуаза Абанда Сачия Викери         |
| 2011 | Филип Горанский     | Ирина Хромачёва          | Лайам Броуди Оливер Голдинг           | Ирина Хромачёва Данка Ковинич         |
| 2010 | Михаил Бирюков      | Беатрис Капра            | Дуильо Беретта Роберто Кирос          | Настя Колар Шанталь Шкамлова          |
| 2009 | Факундо Аргуэльо    | Слоан Стивенс            | Рихард Беккер Доминик Шульц           | Магда Линетт Анна Орлик               |
| 2008 | Гидо Пелья          | Симона Халеп             | Энрике Кунья Сесар Рамирес            | Лесли Керкхове Аранча Рус             |
| 2007 | Маттео Тревизан     | Анастасия Пивоварова     | Рой Бруггелинг Томас Схорел           | Клаудиа Боцова Кристина Кучова        |
| 2006 | Жонатан Эйссерик    | Йоана Ралука Олару       | Роман Ебавый Ханс Подлипник-Кастильо  | Сорана Кырстя Александра Панова       |
| 2005 | Петар Еленич        | Доминика Цибулкова       | Евгений Кириллов Денис Молчанов       | Екатерина Макарова Евгения Родина     |
| 2004 | Себастьян Ришик     | Сесиль Каратанчева       | Брендан Эванс Скотт Удсема            | Виктория Азаренко Ольга Говорцова     |
| 2003 | Николас Альмагро    | Михаэлла Крайчек         | Новак Джокович Виктор Троицки         | Ярмила Гайдошова Андреа Главачкова    |
| 2002 | Бриан Дабул         | Барбора Стрыцова         | Адам Фини Крис Гуччоне                | Анна-Лена Грёнефельд Барбора Стрыцова |
| 2001 | Алехандро Фалья     | Кайя Канепи              | Томаш Бердых Барт де Гир              | Петра Цетковская Матея Межак          |
| 2000 | Тодор Енев          | Йоана Гаспар             | Жюльен Кассен Энди Роддик             | Йоана Гаспар Татьяна Перебийнис       |
| 1999 | Кристиан Плесс      | Лина Красноруцкая        | Гильермо Кориа Давид Налбандян        | Флавия Пеннетта Роберта Винчи         |
| 1998 | Гильермо Кориа      | Антонелла Серра-Дзанетти | Хосе де Армас Фернандо Гонсалес       | финал не сыгран                       |
| 1997 | Флориан Альгауэр    | Катарина Среботник       | Яко ван дер Вестхёйзен Уэсли Уайтхауз | Тина Хергольд Тина Писник             |
| 1996 | Оливье Мути         | Ольга Барабанщикова      | Марти Ли Джеймс Тротман               | Аличе Канепа Джулия Казони            |
| 1995 | Мариано Сабалета    | Анна Курникова           | Гильермо Каньяс Мартин Гарсия         | Аличе Канепа Джулия Казони            |
| 1994 | Федерико Браун      | Татьяна Панова           | Бен Эллвуд Марк Филиппуссис           | Михаэла Гасанова Мартина Неделкова    |
| 1993 | Джими Шимански      | Нино Луарсабишвили       | Томас Юханссон Магнус Норман          | Кристина Морос Стефани Никитас        |
| 1992 | Евгений Кафельников | Росана де лос Риос       | Массимо Бертолини Мозе Наварра        | Лоранс Куртуа Нанси Фебер             |
| 1991 | Грант Дойл          | Зденка Малкова           | Грант Дойл Джошуа Игл                 | Ивона Хорват Ева Мартинцова           |
| 1990 | Иван Барон          | Наталья Баудоне-Фурлан   | Уилл Булл Брайан Макфи                | Татьяна Игнатьева Ирина Сухова        |